# Йонеску, Настасия
Настасия Никитов-Йонеску (рум. Nastasia Nichitov-Ionescu; 5 марта 1954, Мальюк) — румынская гребчиха-байдарочница, выступала за сборную Румынии во второй половине 1970-х — первой половине 1980-х годов. Чемпионка летних Олимпийских игр в Лос-Анджелесе, серебряная и бронзовая призёрша чемпионатов мира, победительница многих регат национального и международного значения.

## Биография
Настасия Йонеску родилась 5 марта 1954 года в коммуне Мальюк, жудец Тулча.
Первого серьёзного успеха на взрослом международном уровне добилась в 1976 году, когда попала в основной состав румынской национальной сборной и благодаря череде удачных выступлений удостоилась права защищать честь страны на летних Олимпийских играх в Монреале. Вместе с напарницей Агафией Константин участвовала в заездах двоек, дошла до финальной стадии и в решающем заезде была близка к призовым позициям, показав четвёртый результат.
В 1977 году Йонеску выступила на чемпионате мира в болгарской Софии и получила там серебро в двойках на пятистах метрах. Год спустя на мировом первенстве в югославском Белграде выиграла две бронзовые медали в двух разных дисциплинах, в программе двоек и четвёрок. Ещё через год на аналогичных соревнованиях в немецком Дуйсбурге повторила это достижение, вновь стала бронзовой призёршей в двойках и четвёрках.
На чемпионате мира 1983 года в финском Тампере добавила в послужной список очередную бронзовую медаль, добытую в четвёрках на пятистах метрах. Позже стартовала на Олимпийских играх 1984 года в Лос-Анджелесе — в составе четырёхместного экипажа, куда также вошли гребчихи Агафия Константин, Текла Маринеску и Мария Штефан, обогнала всех своих соперниц на дистанции 500 метров и завоевала тем самым золотую олимпийскую медаль. Кроме того, совместно с Константин стартовала в зачёте двоек, но здесь оказалась только четвёртой. Вскоре после этой Олимпиады приняла решение завершить карьеру профессиональной спортсменки, уступив место в сборной молодым румынским гребчихам.